# Gătaia
Gătaia (maghiară Gátalja, germană Gattaja, Gothal, Gatei, sârbă Гатаја, cu alfabetul latin: Gataja) este un oraș în județul Timiș, Banat, România, format din localitățile componente Gătaia (reședința) și Sculia, și din satele Butin, Percosova, Șemlacu Mare și Șemlacu Mic. Are o populație de 5.861 de locuitori (2011). A fost capitala plășii Gătaia, din județul interbelic Timiș-Torontal.

## Localizare
Localitatea Gătaia, împreună cu cele cinci sate aparținătoare ce se găsesc în imediata apropiere a acestei așezări este situată în partea de sud-vest a țării având următoarele coordonate geografice:
-latitudine nordică 45gr 22'
-longitudine estică 21gr 25'.
Localitatea Gătaia, reședință de oraș, se întinde pe ambele maluri ale râului Bârzava.Satul Sculia este așezat pe cursul râului Bârzava, dar spre vest de Gătaia. Celelalte sate(Șemlacul Mare, Șemlacul Mic, Butin și Percosova) se găsesc așezate spre sud de Gătaia în jurul dealului Șumig, o veche urmă vulcanică în Câmpia Tisei.
Gătaia se găsește situată pe drumul național DN58 ce leagă municipiul Timișoara cu municipiul Reșița(Caraș-Severin), la 52 km distanță față de Timișoara și 47 km distanță față de Reșița.

## Istorie
Localitatea este atestată documentar, pentru prima dată, în anul 1323 sub denumirea de Gothalö. Din anul 1779, localitatea se alipește la județul Timiș, pentru ca în 1823 să fie donată scriitorului maghiar Gorove Laszlo. În 1935, a fost reședință de plasă.
Prin Legea nr. 83/2004 comuna Gătaia a fost promovată la rangul de oraș.

## Demografie
Componența etnică a orașului Gătaia
     Români (73,69%)
     Maghiari (7,4%)
     Slovaci (4,93%)
     Alte etnii (1,28%)
     Necunoscută (12,7%)
Componența confesională a orașului Gătaia
     Ortodocși (56,64%)
     Romano-catolici (15,53%)
     Penticostali (9,12%)
     Baptiști (1,15%)
     Reformați (1,02%)
     Alte religii (3,38%)
     Necunoscută (13,16%)
Conform recensământului efectuat în 2021, populația orașului Gătaia se ridică la 5.473 de locuitori, în scădere față de recensământul anterior din 2011, când fuseseră înregistrați 5.861 de locuitori. Majoritatea locuitorilor sunt români (73,69%), cu minorități de maghiari (7,4%) și slovaci (4,93%), iar pentru 12,7% nu se cunoaște apartenența etnică. Din punct de vedere confesional, majoritatea locuitorilor sunt ortodocși (56,64%), cu minorități de romano-catolici (15,53%), penticostali (9,12%), baptiști (1,15%) și reformați (1,02%), iar pentru 13,16% nu se cunoaște apartenența confesională.

## Cultura

#### Instituții culturale
- Casa Națională Gătaia
- Cămine culturale: Butin și Percosova
- Biblioteca Orășenească Gătaia
- Biblioteca Liceului Teoretic Gătaia
Biserici, mănăstiri și lăcașe de cult
- Biserici ortodoxe române: Gătaia (1793, două), Sculia (1862), Percosova (1910), Butin (1925) și Șemlacu Mare (1886)
- Biserici romano-catolice: Gătaia (1870), Butin și Percosova (1911)
- Biserici evanghelice luterane: Butin (1818) și Șemlacu Mare (1845)
- Biserica reformată Sculia
- Biserici penticostale: Gătaia și Butin
- Biserica baptistă Gătaia
- Biserica adventistă de ziua a șaptea Gătaia
- Mănăstirea „Săraca“ Șemlacu Mic (monument istoric -1270)

#### Monumente
- Monumentul eroilor în centrul orașului Gătaia
- Monumentul Csizmarik Ladislau în orașul Gătaia
Alte manifestări cultural-religioase
- Ruga în localitățile: Gătaia (de Sfintele Paști), Colonia - Gătaia (de Paștile Mici - Duminica Tomii), Șemlacu Mare (de Rusalii), Șemlacu Mic (5 august), Sculia și Percosova (15 august  Sf. Maria Mare), Butin (21 august)
- Zilele orașului Gătaia (a doua duminică din iulie)

## Invățământ
Instituții școlare
- Liceul Teoretic Gătaia (clasa 0, învățământ primar, învățământ gimnazial și învățământ liceal)
- Școli cu clasele I-IV: Butin, Percosova, Șemlacu Mare și Șemlacu Mic
- Grădinițe cu program normal: Gătaia, Butin, Percosova, Sculia și Șemlacu Mare
- Grădinița cu program prelungit Gătaia

## Sănătate
- Spitalul de Psihiatrie Gătaia
- Dispensarul medical Gătaia
- Farmacii: Gătaia (două)
- Dispensar veterinar: Gătaia
- Punct farmaceutic veterinar: Gătaia (două)

## Agrement
Baze sportive și de agrement
- Stadionul „Progresul“ Gătaia
- Terenul de fotbal al Liceului Teoretic Gătaia
- Sală de gimnastică a Liceului Teoretic Gătaia
- Sala de sport oraș Gătaia

## Politică
Orașul Gătaia este administrat de un primar și un consiliu local compus din 15 consilieri. Primarul, Raul Cozarov[*], de la Partidul Național Liberal, este în funcție din 2012. Începând cu alegerile locale din 2024, consiliul local are următoarea componență pe partide politice:

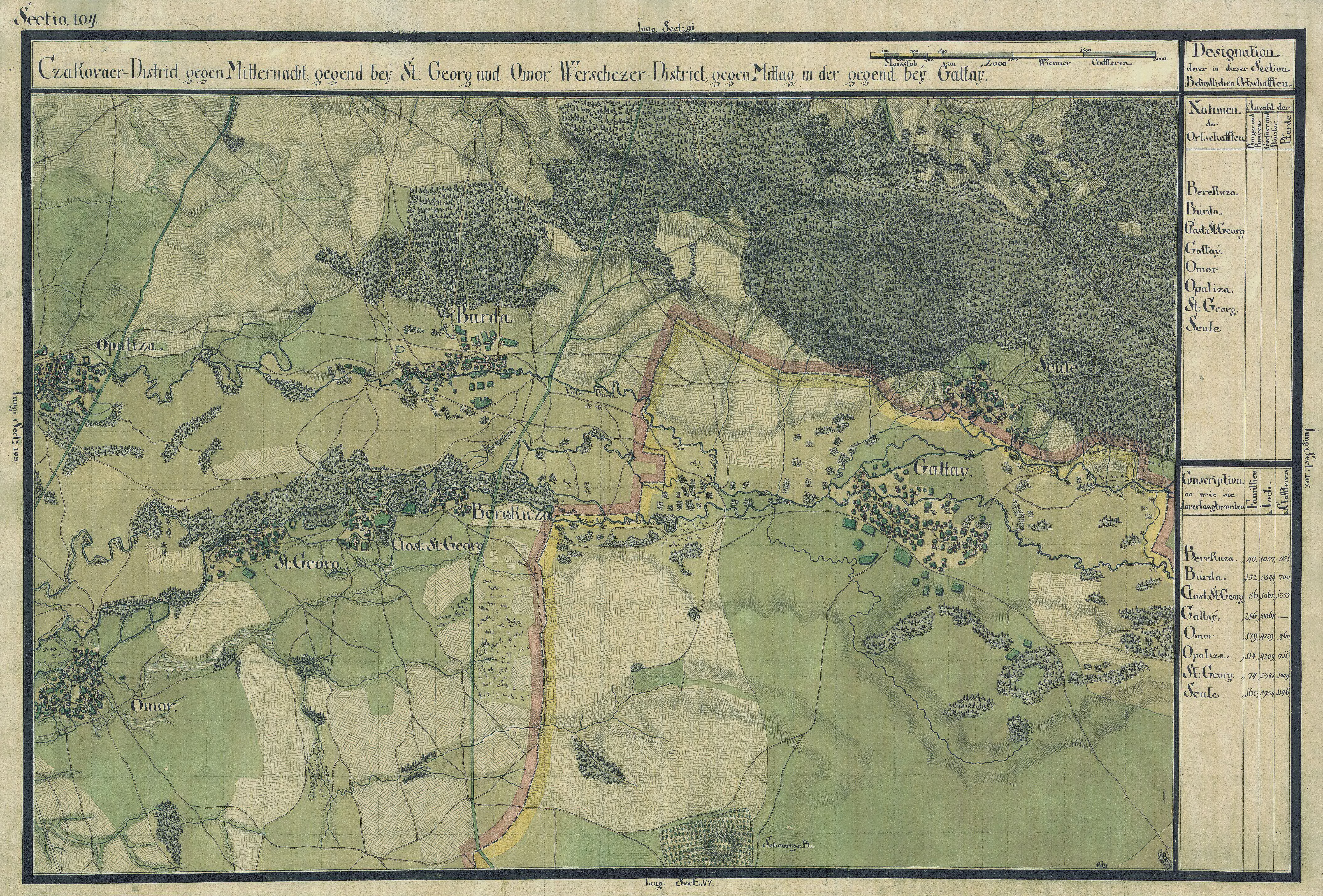
Gătaia în Harta Iosefină a Banatului, 1769-72

|  | Partid                                 | Consilieri | Componența Consiliului | Componența Consiliului | Componența Consiliului | Componența Consiliului | Componența Consiliului | Componența Consiliului | Componența Consiliului | Componența Consiliului |
|  | -------------------------------------- | ---------- | ---------------------- | ---------------------- | ---------------------- | ---------------------- | ---------------------- | ---------------------- | ---------------------- | ---------------------- |
|  | Partidul Național Liberal              | 8          |                        |                        |                        |                        |                        |                        |                        |                        |
|  | Uniunea Democrată Maghiară din România | 3          |                        |                        |                        |                        |                        |                        |                        |                        |
|  | Partidul Social Democrat               | 3          |                        |                        |                        |                        |                        |                        |                        |                        |
|  | Alianța pentru Unirea Românilor        | 1          |                        |                        |                        |                        |                        |                        |                        |                        |